# Teleki László tér
A Teleki László tér (gyakran: Teleki tér) Budapest VIII. kerületének, a Józsefvárosnak egyik tere. 
A Fiumei út, a Karácsony Sándor utca és a Dobozi utca határolja, áthalad rajta a Népszínház utca.

## Története
Az 1850-es évek városrendezése során alakították ki, eredeti neve Baromvásár tér volt. 1874-től viseli Teleki László nevét. 1897-1950 között itt üzemelt a közkedvelt budapesti használtcikk piac, a fénykorában napi tízezer látogatót fogadó Tangó. A begyűrűző gazdasági válság hatására 1931-től a munkanélküli alkalmi munkások gyülekező, munkakereső helye ("kubikosbörze") volt, 1939-re a Haller térre költöztették őket, végül az 1980-as évektől a közelmúltig a Széll Kálmán téri "emberpiac" töltötte be ezt a funkciót.
Az 1950-es évek óta élelmiszerpiac működött itt, nagyobb felújítás azóta nem történt. 2011 augusztusában bezárták és lebontották. A telket, amin a piac üzemelt, a Józsefvárosi Önkormányzat felosztotta, 1800 m²-en a Lidl áruháza és parkolója áll. Az áruház melletti épületben kapott helyet a fedett piac.
A perifériális pozíciójából adódóan kívül esik a külföldi turisták érdeklődésén. A magyar irodalom és filmtörténet révén számottevő kulturális vonatkozással bír. Nevezték már Méltóságos gróf Teleki térnek; „a Teleki tér: Atlantisz” – mondta Bereményi Géza, akinek szinte egész Eldorádó című filmje ezen a helyen játszódik. Itt lakott Mándy Iván író, „az ezerszer áldott Józsefvárosban” (Fejes Endre).
A második világháborút megelőzően elsősorban a használtcikk piacon dolgozó zsidó kiskereskedők a téren és környékén számos (közel húszat) imaházat, tanházat tartottak fenn. Ezek közül mára csak a 22-es szám alatt található ortodox zsinagóga működik. A német megszállás idején, 1944 októberében egyedül itt történtek antifasiszta ellenállási próbálkozások a helyi közösség holokausztot megelőző fizikai izolációjával szemben.
A Teleki tér a tisztességes szegénységet romantizáló kultúra színhelye volt régen: 
Az az árucikk, amelyből a Teleki tér börzéje kialakult, egy szóval jellemezhető: ócskaság. Az ószeresek lerakódóhelye volt az, ahol üzletet nyitottak, ahol a bent megvett, fölhajtott holmit értékesítették és továbbították. (…) A nagy tér északi sarkában, ahol a sátrak és a bódék vásárrá alakulnak, mindent kaphat az ember, ami csak a szegény ember háztartásában szükséges. Ruhát, talpalt cipőt, tisztított kalapot, utazókoffert, asszonyoknak való nagykendőt, kézi verklit, órát, összecsukós vaságyat, párnát, matracot, nyakkendőt és seprűket – olyan az, mint egy modern áruház, ahol azonban minden holmi ócska. Ez a Teleki tér egyik része. A másik, talán a még fontosabbik, még érdekesebbik: a börze. A nagy épület, ahol a Teleki tér kereskedői összeállnak, kicserélik a holmikat, fölverik vagy lenyomják az árakat, vesznek és eladnak maguk között, és amelynek még a büféje is megvan, mint az értékpapírtőzsdének. És mindezeken kívül az egész környéken, ahol már nincs Teleki tér, a szomszédos utcákban, befelé a Csikágó mélyére kinyúlik ez a nagy börze, ez a hatalmas vásár, ott van száz meg száz üzlet, amely mind oda van nőve a Teleki térhez, mindnek ott van az egzisztenciája, mind a nagy vásárból lett. (…) Az igazi börzén a notesz van az emberek kezében, amibe a slusszokat írják be, itt az az igazi börziáner, akin két kabát vagy legalább is két kalap van.
A tér 2014-es átépítésekor gyepszőnyeget raktak le és gyermekjátszóteret létesítettek, köztéri szobrokat helyeztek el. A megújult piac és park mellett a Fiumei út és a Dobozi utca között ekkor nyílt meg a FIDo Park nevű ifjúsági- és sportközpont.

## Képgaléria

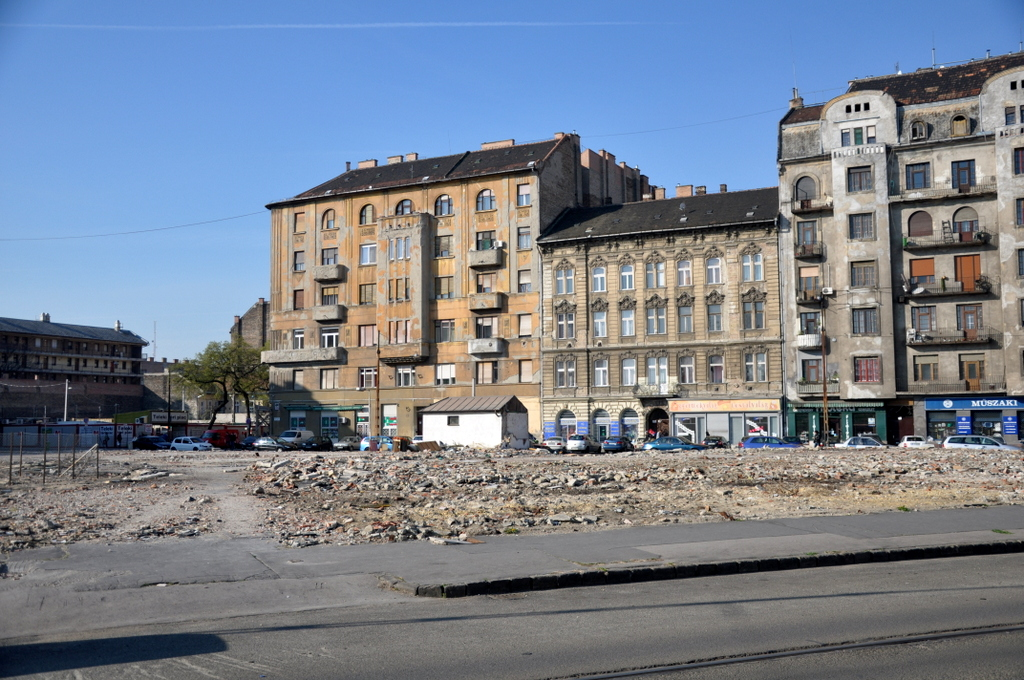
Az elbontott piac helye a Népszínház utca felől 2012-ben
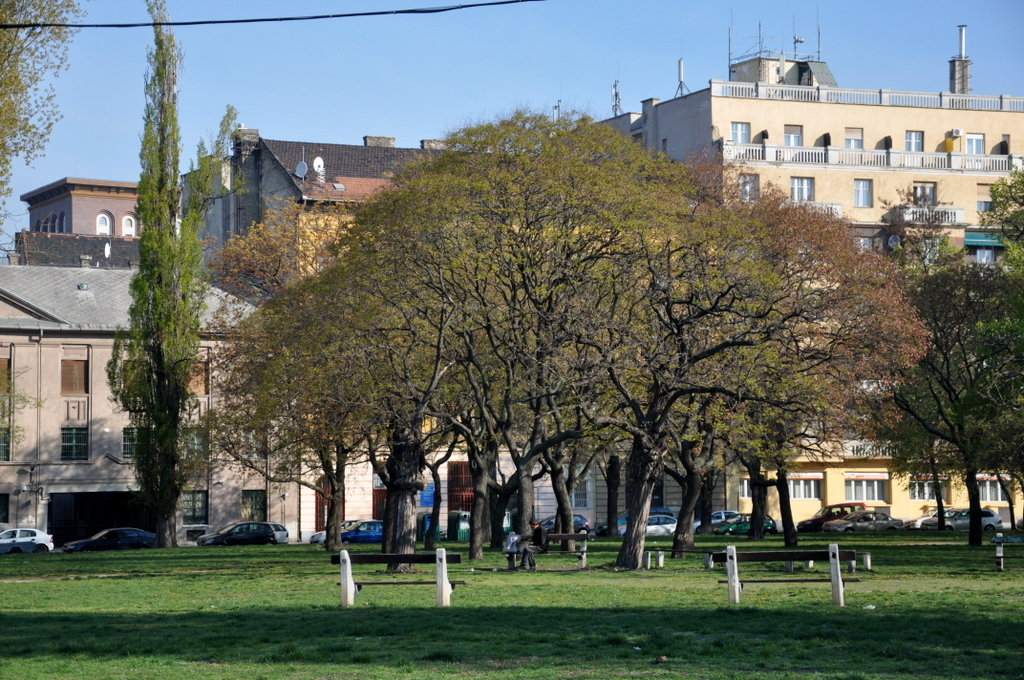
A tér parkosított felének részlete
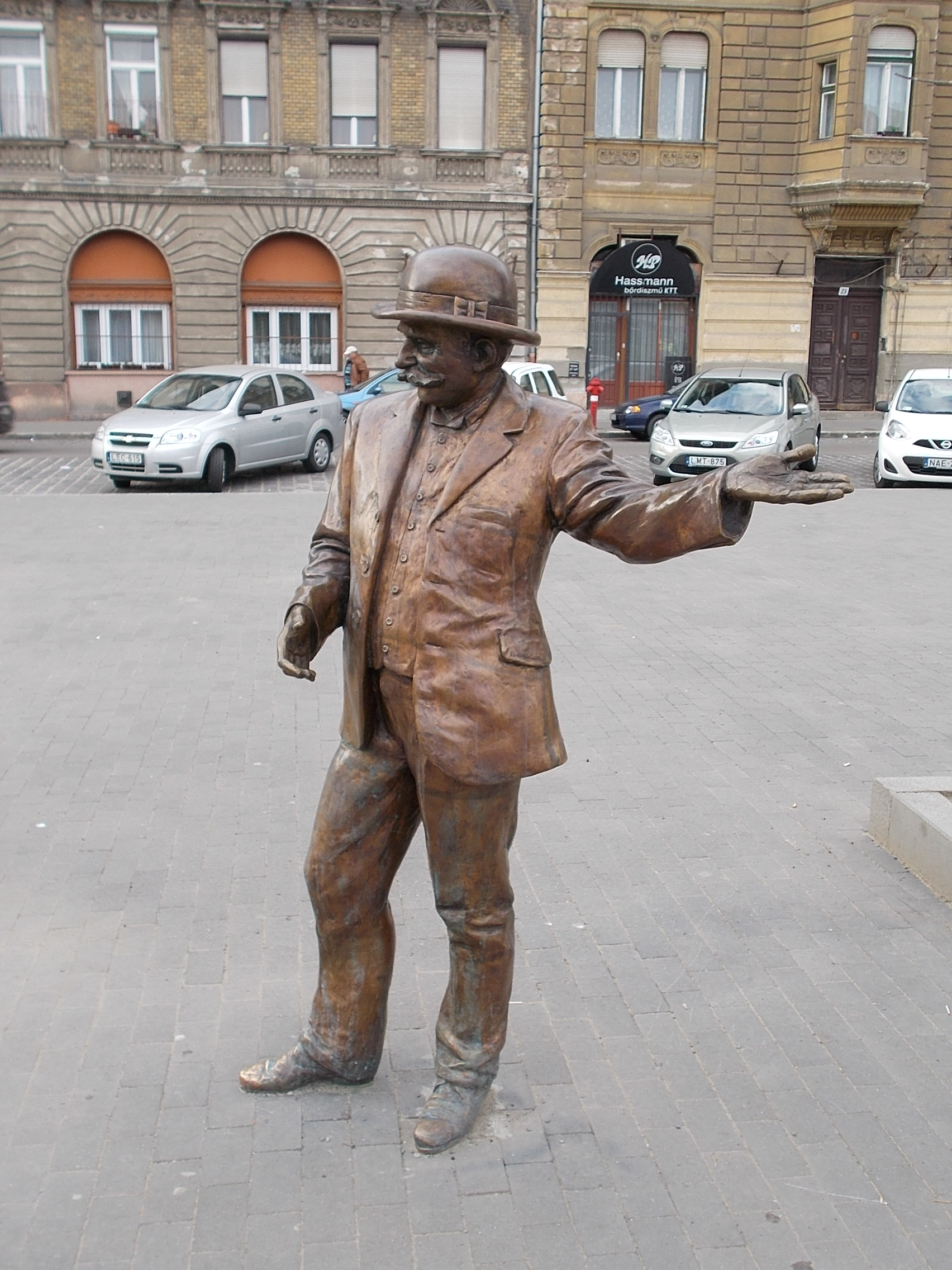
Mészáros Attila szobra (2014) a  téren